# Веретенник (род растений)
Веретенник (лат. Atractylodes) — род многолетних цветковых растений семейства Астровые (Asteraceae).

## Таксономия
Название рода Atractylodes состоит из двух греческих слов: др.-греч. ἄτρακτος, латинизированного как atractylo-, что означает «стрела, веретено», и др.-греч. εἶδος, латинизированного как -odes, что означает «форма, внешний вид», то есть стрелообразный или веретенообразный. Вместе эти два термина могут относиться к удлинённо-трубчатой форме, которую принимает корневище (либо цветочная головка, пыльники цветков или листья).

## Виды
Виды рода Atractylodes произрастают в Азии:
- Atractylodes carlinoides — Хубэй
- Atractylodes koreana — Корея, Ляонин, Шаньдун
- Atractylodes lancea — Япония, Корея, Приморье, Мьянма, Вьетнам, Индия
- Atractylodes macrocephala — Китай, Япония, Корея, Вьетнам, Индия

## В медицине
Корневища некоторых видов, включая A. lancea и A. macrocephala, применяются в традиционных китайской и японской медицинах в качестве диуретика, противовоспалительного, антикоагулянтного и других средств.